# Jurassic World: Ein neues Zeitalter
Jurassic World: Ein neues Zeitalter (Originaltitel: Jurassic World Dominion) ist ein US-amerikanischer Science-Fiction-Film von Colin Trevorrow, der am 8. Juni 2022 in die deutschen und zwei Tage später in die US-amerikanischen Kinos kam. Es handelt sich um den 6. Spielfilm innerhalb der Jurassic-Park-Filmreihe und um eine Fortsetzung von Jurassic World: Das gefallene Königreich aus dem Jahr 2018.

## Handlung
Vier Jahre nachdem die junge Maisie Lockwood Dinosaurier in die Freiheit entlassen hat, sind die Urzeitechsen Bestandteil des globalen Ökosystems geworden. Da es immer wieder zu Zwischenfällen mit Menschen kommt, hat das Gentechnik-Unternehmen Biosyn unter der Leitung von Lewis Dodgson damit begonnen, die Dinosaurier in ein geschütztes Reservat in den Dolomiten umzusiedeln. Der Tierschutz soll der Firma allerdings nur ein positives Image verleihen; Dodgson möchte insgeheim eigentlich die weltweite Landwirtschaft kontrollieren. Dafür entwickelte der bei Biosyn angestellte Dr. Henry Wu gentechnisch veränderte Heuschrecken, die große Teile der Ernten in den Vereinigten Staaten zerstören. Im Zuge der Modifizierung unterlief Wu allerdings ein folgenschwerer Fehler, durch den sich die Heuschrecken exponentiell vermehren und nahezu unsterblich sind.
In Texas wird Dr. Ellie Sattler auf die Heuschrecken aufmerksam gemacht und schöpft Verdacht, als sie sieht, dass die Insekten das von Biosyn entwickelte Getreide nicht angreifen. Daraufhin kontaktiert sie ihren ehemaligen Partner Dr. Alan Grant, der als Zeuge bei ihren anstehenden Ermittlungen dienen soll. Beide erhalten auf Einladung von Biosyn-Mitarbeiter Dr. Ian Malcolm Zutritt zum Unternehmenssitz, wo Ellie Beweise für die durch Biosyn verursachte Heuschreckenplage finden möchte. Ihr alter Bekannter Ian Malcolm entpuppt sich dabei als geheimer Verbündeter und überlässt ihr sein Zutrittsarmband für die Biosyn-Labore.
Gleichzeitig leben Owen Grady und Claire Dearing in einer abgelegenen Waldhütte in der Sierra Nevada, wo sie ihre Ziehtochter Maisie vor der Öffentlichkeit verstecken. Als geklonter Mensch hat das junge Mädchen allerlei Aufmerksamkeit von verschiedensten Interessengruppen auf sich gezogen und darf daher nicht einmal die nahegelegene Stadt aufsuchen. Trotzdem kann der Wilderer Rainn Delacourt die Familie aufspüren und neben Maisie auch Beta – die Tochter des Velociraptors Blue – entführen. Über ihren CIA-Kontakt Franklin Webb können Owen und Claire herausfinden, dass Maisie wohl auf einem Dinosaurier-Schwarzmarkt in Malta übergeben werden soll. Vor Ort bekommen die beiden Unterstützung vom ehemaligen Raptorentrainer Barry Sembène, der nunmehr für die französische Polizei arbeitet.
Auf dem maltesischen Schwarzmarkt können Owen und Claire Delacourt und dessen Kontaktperson Soyona Santos aufspüren. Es kommt zum Kampf, bei dem Santos zum Töten abgerichtete Atrociraptoren auf Barry und seine Einsatzkräfte hetzt. Auch Owen wird von einem solchen Dino verfolgt und flüchtet mit einem Motorrad. Claire kann Santos stellen und erfährt so, dass Maisie ins Schutzreservat von Biosyn gebracht wurde. Zuvor hatte sie die Bekanntschaft der Pilotin Kayla Watts gemacht, die die entführte Maisie nach Malta flog und sich daher nun schuldig fühlt. Das Trio kann den abgerichteten Atrociraptoren per Flugzeug entkommen und macht sich auf den Weg zu Biosyn. Vor Ort wird die Maschine von einem Quetzalcoatlus angegriffen, weshalb Claire per Schleudersitz und Fallschirm über dem Schutzreservat abspringt. Owen und Kayla stürzen hingegen mit dem Flugzeug in einen zugefrorenen See ab und retten sich dort nur knapp vor einem Saurier in die Biosyn-Einrichtung.
Im Biosyn-Hauptquartier wird Maisie von Dr. Henry Wu über ihre Entführung aufgeklärt. Der Gentechniker erhofft sich von ihr Aufschlüsse über die Lösung der Heuschreckenplage. Wie er dem jungen Mädchen offenbart, war Maisies Mutter Charlotte Lockwood an einer tödlichen Krankheit erkrankt, konnte die Zellen ihrer Tochter aber modifizieren und Maisie so heilen. Auch Beta, deren Mutter Blue sich selbst fortgepflanzt hat, soll Antworten liefern. Maisie möchte allerdings nicht als Versuchsobjekt dienen, flieht und trifft daraufhin auf Alan Grant und Ellie Sattler. Beide Wissenschaftler nehmen das Mädchen unter ihre Fittiche und wollen die Einrichtung mit den zuvor genommenen Proben der Heuschrecken wieder verlassen. Im Schutzreservat treffen die drei zunächst auf Ian Malcolm und später auf Owen und Claire.
Lewis Dodgson wird von Ramsay Cole, einem Verbündeten von Ian Malcolm, über die Ermittlungen gegen Biosyn informiert. Der Leiter versucht daraufhin Beweise zu vernichten und die Heuschrecken zu verbrennen. Die Insekten können sich allerdings befreien und lösen so ein großes Chaos im Reservat aus. In diesem müssen es Owen, Claire, Maisie, Ellie, Alan und Ian mehrfach mit Dinosauriern aufnehmen, ehe sie durch Kayla mit einem Hubschrauber gerettet werden und das Reservat verlassen können. An Bord ist auch Dr. Henry Wu, der seinen Fehler erkannt hat und ihn wiedergutmachen möchte. Dodgson bleibt gleichzeitig in der Einrichtung zurück und wird von drei Dilophosauriern getötet.
Einige Zeit später hat es Wu geschafft, eine Heuschrecke genetisch mit einem Krankheitserreger zu modifizieren, die die anderen Heuschrecken infizieren und ausrotten soll, um die aus der Plage resultierende weltweite Hungersnot abzuwenden. Owen, Claire und Maisie sind als Familie wiedervereint und übergeben Beta an Blue.

## Produktion

### Entstehungsgeschichte
Da seitens Universal schon früh kommuniziert wurde, dass Jurassic World der Auftakt einer neuen Trilogie sein werde, wurde im Februar 2018 der US-amerikanische Starttermin des dritten Teils, der später den Titel Jurassic World: Dominion bekam, auf den 11. Juni 2021 datiert. Colin Trevorrow schrieb dabei zusammen mit Emily Carmichael am Drehbuch, das auf einer Geschichte von ihm und Derek Connolly basierte. Als Produzenten fungierten Frank Marshall und Patrick Crowley, während Chris Pratt und Bryce Dallas Howard in ihre Rollen aus den beiden Vorgängerfilmen zurückkehrten. Im Folgemonat bestätigte Executive Producer Steven Spielberg, dass Trevorrow auch die Regie übernehmen werde.
Trevorrow äußerte sich, der Ton von Jurassic World: Dominion werde sich an Spielbergs Original Jurassic Park orientieren und eine Art „Science-Thriller“ werden. Außerdem gab er an, dass es keine neuen künstlich erschaffenen Dinosaurier geben werde, sondern man sich stattdessen wieder mehr auf die Paläontologie fokussiere. Der Film sei eine Feier von allem, was zuvor in der Filmreihe eingeführt wurde. Zudem versprach Trevorrow, dass nach dem Ende von Jurassic World: Das gefallene Königreich die Dinosaurier nicht in Godzilla-Manier die Städte terrorisieren würden, wie es einige Fans befürchtet hätten, sondern sich größtenteils auf ländlichem Gebiet bewegten. Einige seiner damals geäußerten Ideen wurden später im 2019 erschienenen Kurzfilm Battle at Big Rock – der zwischen Jurassic World: Das gefallene Königreich und Jurassic World: Dominion spielt – umgesetzt. Thematisch sollte es neben den Dinosauriern um Ethik-Fragen der Wissenschaft und deren Vereinbarkeit gehen. Auch eine Verbindung zur Animationsserie Jurassic World: Neue Abenteuer sollte hergestellt werden. Für die Filmmusik war erneut Michael Giacchino verantwortlich.

### Besetzung
Nach langen Spekulationen und Andeutungen seitens der Beteiligten wurde im September 2019 offiziell bestätigt, dass Jeff Goldblum, Sam Neill und Laura Dern ihre Rollen Ian Malcolm, Alan Grant und Ellie Sattler aus den ersten Filmen erneut aufnehmen würden. Auf die Frage, warum Neill und Dern erst im dritten Teil der Jurassic-World-Trilogie zurückkehrten, antwortete Trevorrow, dass man ihre Auftritte nicht erzwingen, sondern auf natürliche Weise herbeiführen wollte. Zudem offenbarte er, dass der Zuschauer erfahren werde, was das Duo seit Jurassic Park III erlebt und wie es sich entwickelt habe. Im Oktober 2019 wurde die Verpflichtung von Mamoudou Athie und DeWanda Wise für weitere Hauptrollen bekannt. Im Folgemonat wurde bestätigt, dass Justice Smith und Daniella Pineda ihre Rollen Franklin Webb und Zia Rodriguez aus dem Vorgängerfilm erneut aufnehmen würden.
Mit dem Beginn der Dreharbeiten im Februar 2020 wurde die Rückkehr von Omar Sy als Barry Sembène aus Jurassic World und das Engagement von Dichen Lachman sowie Scott Haze öffentlich. Auch BD Wong bestätigte seine Rückkehr als Henry Wu für den Film. Durch ein von Trevorrow veröffentlichtes Setfoto wurde ebenso das erneute Mitwirken von Isabella Sermon als Maisie Lockwood bekannt. Campbell Scott übernahm die Rolle des Antagonisten Lewis Dodgson, der in Jurassic Park noch von Cameron Thor verkörpert wurde. Dodgson tritt in Jurassic World: Dominion nun als CEO von Biosyn, einem Konkurrenten von InGen, in Erscheinung.

### Dreharbeiten
Die Dreharbeiten begannen am 19. Februar 2020 im MacMillan Provincial Park auf Vancouver Island unter dem Arbeitstitel Arcadia und sollten insgesamt rund 100 Drehtage umfassen. Am 25. Februar 2020 begannen zweiwöchige Filmaufnahmen in Merritt (British Columbia). Gleichzeitig erfolgten Aufnahmen auf Oʻahu. Ab dem 9. März 2020 drehte man in den Wäldern Hawley Common Woods und Minley Woods nahe Camberley und Fleet in Hampshire, wobei unter anderem Helikopter zum Einsatz kamen. Am 13. März wurde die Produktion aufgrund der COVID-19-Pandemie unterbrochen. Da man in den Wochen zuvor größtenteils Aufnahmen mit Dinosauriern gedreht hatte, wurde die Zwangspause laut Regisseur Trevorrow überwiegend dazu genutzt, mit der Arbeit an den visuellen Effekten dieser Szenen zu beginnen. Im Vergleich zu den Vorgängerfilmen sollen bei den Dreharbeiten zu Dominion noch mehr Dinosaurier-Animatronics zum Einsatz gekommen sein. Außerdem nahm man einige kleine Veränderungen am Drehbuch vor, um es sowohl inhaltlich als auch für die Dreharbeiten an die Pandemie-Situation anzupassen.
Nachdem die britische Regierung im Mai 2020 grünes Licht für eine Wiederaufnahme von Film- und Fernsehproduktionen im Vereinigten Königreich gegeben hatte, wurden die Dreharbeiten von Jurassic World: Dominion am 6. Juli 2020 in den Pinewood Studios nahe London fortgesetzt. Ursache für eine zeitnahe Rückkehr waren unter anderem Kostenanhebungen des Filmstudios während der Coronapause. Vor dem Drehstart erfolgte eine zweiwöchige Vorproduktionsphase, nachdem zusammen mit dem British Film Council und US-Gewerkschaften ein umfangreiches Sicherheitskonzept erarbeitet worden war. Demnach wurden alle Darsteller und Crewmitglieder vor ihrer Rückkehr zum Filmset auf SARS-CoV-2 getestet; aus dem Ausland einreisende Personen, darunter auch Chris Pratt und Bryce Dallas Howard, mussten sich zudem in eine durch die Regierung angeordnete zweiwöchige Quarantäne begeben. Auch während der Dreharbeiten sollten weitere Tests erfolgen, alle Beteiligten erhielten ein spezielles Training und es galt eine allgemeine Maskenpflicht außer für die gerade drehenden Schauspieler. Um den medizinischen Bedarf zu decken, wurde die private medizinische Einrichtung Your Doctor engagiert. So wurden vor Ort neben Ärzten, Krankenschwestern und Isolationskabinen auch 150 Handdesinfektionsstationen zur Verfügung gestellt. Das Set selbst wurde in der Nacht mit einem antiviralen Nebel behandelt und am Tag durch 1800 Warnschilder rund um den Drehort abgesichert.
Insgesamt sollten für das gesamte Sicherheitskonzept zusätzliche Kosten von bis zu neun Millionen US-Dollar anfallen, während ein Versicherungsschutz von Universal ohne Abzüge bestehen blieb. Fast drei Millionen US-Dollar fielen dabei allein für SARS-CoV-2-Tests an, mit denen Cast und Crew dreimal die Woche und auch das Hotelpersonal getestet wurden. So wurden bis Ende September im Zuge der Produktion bereits 27.000 Tests durchgeführt. Von Ende August bis September 2020 drehte man auf Malta, unter anderem in Floriana. Aufgrund wieder steigender Infektionszahlen im Inselstaat sowie vier Infektionsfällen innerhalb des Produktionsteams war allerdings nur die Second Unit mit Second-Unit-Regisseur Ahmed Kardous und rund 200 weiteren Crewmitgliedern vor Ort tätig. Nachdem Anfang Oktober 2020 mehrere Personen zunächst positiv getestet worden waren, unterbrach man einen Großteil der Filmaufnahmen aus Sicherheitsgründen für zwei Wochen. Trotzdem nahmen die Hauptdarsteller während dieser Zeit unwichtigere Szenen auf. Am 7. November 2020 wurden die Dreharbeiten offiziell abgeschlossen. Insgesamt fielen über 40.000 SARS-CoV-2-Tests an. Für ihre Bemühungen rund um die Fortsetzung von Filmproduktionen während der COVID-19-Pandemie wurde die Filmcrew vom Production Guild of Great Britain mit dem PGGB Innovation Award for Special Contribution to the Industry ausgezeichnet.

### Marketing und Veröffentlichung
Mitte Juni 2021 wurde mit „Jurassic World: Ein neues Zeitalter“ der deutsche Titel bekanntgegeben. Im selben Monat wurde zudem erstes Bildmaterial in US-amerikanischen IMAX-Kinos vor Aufführungen von Fast & Furious 9 gezeigt. Der rund fünfminütige Prolog wurde Ende November 2021 auch als Kurzfilm im Internet veröffentlicht, nachdem die Szenen aus der finalen Kinofassung gestrichen worden waren. Der erste Trailer wurde am 13. Februar 2022 im Rahmen des Super Bowl LVI ausgestrahlt; ein zweiter folgte am 28. April 2022.
Jurassic World: Ein neues Zeitalter feierte am 23. Mai 2022 in Mexiko-Stadt seine Weltpremiere. Der Film sollte ursprünglich am 10. Juni 2021 in die deutschen und am darauffolgenden Tag in die US-amerikanischen Kinos kommen. Im Zuge der COVID-19-Pandemie wurde der US-amerikanische Starttermin allerdings auf den 10. Juni 2022 verschoben; am selben Tag erfolgte auch der chinesische Kinostart. In Deutschland lief der Film bereits zwei Tage zuvor am 8. Juni 2022 in den Kinos an.
Der Extended Cut des Films ist rund 12 Minuten länger als die Kinofassung. Es finden sich hierin verlängerte Szenen, die einige Charaktere und Handlungen vertiefen, ferner ein längerer Prolog.

## Synchronisation
Die deutschsprachige Synchronisation entstand nach einem Dialogbuch von Klaus Bickert und unter der Dialogregie von Björn Schalla bei Iyuno Germany. Wolfgang Condrus und Sabine Jaeger nahmen hierbei wieder ihre Rollen als Alan Grant und Ellie Sattler aus früheren Filmen ein, während Frank Röth Jörg Hengstler als Lewis Dodgson aus dem ersten Teil ersetzte.
| Rolle              | Schauspieler        | Synchronsprecher   |
| ------------------ | ------------------- | ------------------ |
| Owen Grady         | Chris Pratt         | Leonhard Mahlich   |
| Claire Dearing     | Bryce Dallas Howard | Maria Koschny      |
| Maisie Lockwood    | Isabella Sermon     | Xara Eich          |
| Dr. Ellie Sattler  | Laura Dern          | Sabine Jaeger      |
| Dr. Alan Grant     | Sam Neill           | Wolfgang Condrus   |
| Dr. Ian Malcolm    | Jeff Goldblum       | Martin Umbach      |
| Dr. Lewis Dodgson  | Campbell Scott      | Frank Röth         |
| Kayla Watts        | DeWanda Wise        | Katharina Spiering |
| Ramsay Cole        | Mamoudou Athie      | Tobias Schmidt     |
| Dr. Henry Wu       | BD Wong             | Torsten Sense      |
| Barry Sembène      | Omar Sy             | Sascha Rotermund   |
| Franklin Webb      | Justice Smith       | Marco Eßer         |
| Dr. Zia Rodriguez  | Daniella Pineda     | Alice Bauer        |
| Rainn Delacourt    | Scott Haze          | Jaron Löwenberg    |
| Soyona Santos      | Dichen Lachman      | Marieke Oeffinger  |
| Denise Roberts     | Freya Parker        | Nicole Hannak      |
| Charlotte Lockwood | Elva Trill          | Marie Bierstedt    |
| Gemma Zhao         | Jasmine Chiu        | Rubina Nath        |
| Jeremy Bernier     | Caleb Hearon        | Tobias Müller      |

## Rezeption

### Kritiken
Jurassic World: Ein neues Zeitalter konnte lediglich 29 % der 392 auf Rotten Tomatoes gelisteten Kritiker überzeugen und erhielt dabei im Durchschnitt 4,8 von 10 Punkten. Als Fazit zieht die Seite, der Film möge zwar in einigen Aspekten kleine Verbesserungen im Vergleich zum Vorgängerfilm Jurassic World: Das gefallene Königreich aufweisen, doch seit dem Original Jurassic Park habe die Filmreihe massiv abgebaut. Auf Metacritic erhielt Jurassic World: Ein neues Zeitalter basierend auf 59 Kritiken einen Metascore von 38 von 100 möglichen Punkten.
Zu einem positiven Urteil gelangt Brian Truitt von der USA Today, für den Jurassic World: Ein neues Zeitalter der beste Jurassic-Park-Film seit dem Original aus dem Jahr 1993 ist. Zwar setze der Film überwiegend auf das Altbekannte und biete kaum Neuerungen, liefere aber alles, was sich der Zuschauer von einem Jurassic-World-Film wünsche. So werde nicht nur das Zusammenleben zwischen Dinosauriern und Menschen auf eine fantastische Weise dargestellt; auch die Rückkehr der Originalschauspieler Sam Neill, Laura Dern und Jeff Goldblum sei eine wahre Freude. Mit ihnen schließe sich auch ein großer Handlungsbogen aus dem Originalfilm – die Gefahren der Wissenschaft. Daneben lobte Truitt die visuellen Effekte der Dinosaurier.
Die Genre-Publikation Neon Zombie hielt fest, dass Jurassic World: Ein neues Zeitalter „wohl das düsterste Kapitel der Reihe darstellt“ und ein „wahrhaftig monströser Film“ sei, der „nicht nur das moderne Popcorn-Kino ehrt, sondern auch an längst untergegangene Zeiten des Phantastischen Kinos mahnt“.
Auch Ian Freer von Empire steht dem Film überwiegend positiv gegenüber und bezeichnet Jurassic World: Ein neues Zeitalter als unterhaltsam, wenn auch kein Meisterwerk. Regisseur Colin Trevorrow ignoriere dabei leider die vielversprechende frische Prämisse nach dem Ende von Jurassic World: Das gefallene Königreich und liefere stattdessen erneut dieselbe Geschichte wie in den Vorgängerfilmen. Jurassic World: Ein neues Zeitalter sei zwar chaotisch erzählt, mit Figuren überfüllt und ohne Ehrfurcht, liefere aber jede Menge Dino-Spaß, der durch die Rückkehr des Originaltrios nur noch verstärkt werde. Wann immer sich der Film auf Sam Neill, Laura Dern und Jeff Goldblum konzentriere, sei er am besten, da trotz der generischen Agentengeschichte die Dynamik zwischen den Darstellern immer noch stimme. Insbesondere Goldblum verleihe der Geschichte viel Leichtigkeit und stehe so im Kontrast zu den eher tristen Charakteren von Chris Pratt und Bryce Dallas Howard. Einige Hommagen würden dabei zwar ungeschickt gehandhabt, anderen lieferten hingegen den genau richtigen Schauer. Daneben lobt Freer die unzähligen großartigen Actionszenen, in denen die visuell animierten Dinosaurier sogar deutlich besser aussähen als die verwendeten Animatronics.
Deutlich kritischer sieht Peter Debruge von Variety Jurassic World: Ein neues Zeitalter und gibt an, das Filmfranchise mache sich dessen schuldig, was der Originalfilm Jurassic Park noch angeprangert habe: Dinosaurier nur für den Profit auf die Menschheit loszulassen. Zwar sei Jurassic World: Ein neues Zeitalter der am wenigsten alberne und am meisten unterhaltsame Film der Jurassic-World-Trilogie, doch das habe nicht viel zu bedeuten. Die Fortsetzung verbringe entgegen den Erwartungen kaum Zeit damit aufzuzeigen, wie Menschen mit Dinosauriern klarkommen würden. Stattdessen fokussiere sich Regisseur Colin Trevorrow überwiegend auf seine uninteressanten Charaktere, aus denen einzig die von Mamoudou Athie verkörperte Figur überraschend positiv heraussteche. Ebenso werde die im Film thematisierte genetische Manipulation nicht hinterfragt, sondern als unfehlbare Lösung ausgegeben. Am Ende befinde sich Jurassic World: Ein neues Zeitalter schließlich wieder dort, wo er begonnen habe: Menschen und Dinosaurier leben in Symbiose. Der Zuschauer frage sich zu diesem Zeitpunkt, wann die Filmreihe, die den Titel „Jurassic World“ nicht verdient habe, endlich Konsequenzen in ihrer Handlung ziehe.
Ein vernichtendes Urteil zieht Peter Bradshaw in seiner Kritik für den Guardian. Jurassic World: Ein neues Zeitalter sei überwältigend in seiner Mittelmäßigkeit, formelhaft erzählt und trotzdem ein verworrenes Durcheinander. Actionszenen seien zum Selbstzweck verkommen und hätten keinerlei Bezug zur Handlung; ebenso sei Hauptdarsteller Chris Pratt nur noch der langweilige Actionheld und wirke gemeinsam mit Bryce Dallas Howard fast fehl am Platz. Einzig die Altstars brächten etwas Witz in den Film, wobei Neill und Dern eine schöne Chemie hätten und Goldblum gewohnt drollig auftrete. Dennoch komme Jurassic World: Ein neues Zeitalter weder an den Nervenkitzel des Originalfilms noch an die leichte Frische von Jurassic World heran. Als Fazit äußert Bradshaw, der Film hätte Spaß machen können, sei aber insgesamt zu willkürlich und CGI-lastig. Ähnlich fasst die Kinozeitschrift Cinema den Film als „Unterhaltsames, wenn auch oberflächliches Gipfeltreffen“ zusammen, „das fundamentale Fragen aufwirft“.
Von der Deutschen Film- und Medienbewertung erhielt der Film das Prädikat „wertvoll“. Die Jury begründete ihr Votum damit, dass Jurassic World: Ein neues Zeitalter ein beachtenswerter Genrevertreter sei, der es trotz seiner Länge immer noch schaffe, bei einem bekannten Thema neue Aspekte zu fokussieren und zu unterhalten. Überdies nehme der Film sich, aber auch das Genre nicht bitterernst, sondern biete Absurdität als Qualitätsmerkmal.
In Fantasia, dem offiziellen Magazin des Ersten Deutschen Fantasy Clubs, meinte 2023 Peter M. Gaschler, der Film rutsche „in globaleres James-Bond-Territorium“ ab, da internationale Schauplatzwechsel vorliegen und es sogar in den Straßen der maltesischen Hauptstadt zu einer Verfolgungsjagd kam. Der Film sei dabei „selten in die Tiefe gehend, obwohl davon unaufhörlich die Rede ist“, dafür werde grundsätzlich Gas gegeben und die neuen Charaktere seien überzeugend.

### Einspielergebnis
Am Startwochenende konnten Jurassic World: Ein neues Zeitalter mit einem Einspielergebnis von 143 Millionen US-Dollar die Spitzenposition der US-amerikanischen Kinocharts erreichen, während der Film in Deutschland mit 490.000 Kinobesuchern den viertbesten Kinostart des Jahres verzeichnete. Die weltweiten Einnahmen aus Kinovorführungen belaufen sich auf rund 1,001 Milliarden US-Dollar, von denen der Film allein rund 376,0 Millionen im nordamerikanischen Raum erwirtschaften konnte. Damit befindet sich Jurassic World: Ein neues Zeitalter in der Liste der weltweit erfolgreichsten Filme auf Platz 59 (Stand: 19. April 2025). In Deutschland verzeichnete der Film insgesamt 2.168.885 Kinobesucher, durch die er 23,9 Millionen Euro erwirtschaften konnte und den sechsten Platz der finanziell erfolgreichsten Filme des Jahres in Deutschland belegt.

### Auszeichnungen
Annie Awards 2023
- Nominierung für die Besten animierten Charaktere in einem Live-Action-Film[64]

Fangoria Chainsaw Awards 2023
- Nominierung für die Besten Kreaturen-Spezialeffekte (John Nolan)[65]

Goldene Himbeere 2023
- Nominierung als Schlechteste Neuverfilmung oder billigster Abklatsch
- Nominierung für das Schlechteste Drehbuch (Emily Carmichael & Colin Trevorrow)
- Nominierung als Schlechteste Hauptdarstellerin (Bryce Dallas Howard)[66]

Golden Reel Awards 2023
- Nominierung für den Besten Tonschnitt bei Effekten und Geräuschen (Al Nelson & Gwendolyn Yates Whittle)[67]

Nickelodeon Kids’ Choice Awards 2023
- Nominierung als Bester Film
- Nominierung als Bester Schauspieler (Chris Pratt)[68]

People’s Choice Awards 2022
- Nominierung als Bester Film
- Nominierung als Bester Actionfilm
- Nominierung als Bester Schauspieler (Chris Pratt)
- Nominierung als Bester Schauspieler in einem Actionfilm (Chris Pratt)[69]

Saturn-Award-Verleihung 2022
- Nominierung als Bester Science-Fiction-Film
- Nominierung für die Besten Spezialeffekte (David Vickery)

VES Awards 2023
- Nominierung für die Besten visuellen Effekte in einem fotorealistischen Spielfilm
- Nominierung für die Beste erstellte Umgebung in einem fotorealistischen Spielfilm (Biosyn Valley)[70]

## Fortsetzung
Im Januar 2024 wurde seitens Universal die Produktion eines weiteren Jurassic-World-Films verkündet, der jedoch keine direkte Fortsetzung der bisherigen sechs Teile darstellt, sondern eine neue Geschichte mit neuen Figuren erzählt. Das Drehbuch wurde von Franchise-Veteran David Koepp – Autor von Jurassic Park und Vergessene Welt: Jurassic Park – geschrieben, während Gareth Edwards als Regisseur und Frank Marshall sowie Patrick Crowley als Produzenten fungierten. Jurassic World: Die Wiedergeburt lief am 2. Juli 2025 in den deutschen Kinos an.